# Алессіо Сарторі
Алессіо Сарторі  (італ. Alessio Sartori; нар. 13 листопада 1976) — італійський веслувальник, олімпійський чемпіон.

## Виступи на Олімпіадах
| Олімпіада    | Дисципліна                        | Місце |
| ------------ | --------------------------------- | ----- |
| Атланта 1996 | четвірка парна                    | 4     |
| Сідней 2000  | четвірка парна                    | 1     |
| Афіни 2004   | двійка парна                      | 3     |
| Пекін 2008   | четвірка розстібна без стернового | 11    |
| Лондон 2012  | двійка парна                      | 2     |